# Baldassarre Oltrocchi
Baldassarre Oltrocchi (Pavia, 6 agosto 1714 – Milano, 9 novembre 1797) è stato un presbitero, bibliotecario, bibliografo, filologo, scrittore, poeta, traduttore e docente italiano.
Terzo dei cinque figli di Giuseppe e Caterina Fusi, venne avviato, come tre dei suoi fratelli alla vita religiosa. Nel 1736 entra nella congregazione degli oblati dei Santi Ambrogio e Carlo e l'anno successiva diventa prete nella diocesi di Milano. 
Insegnò materie letterarie in diversi istituti religiosi tra i quali il Collegio Elvetico, nel 1748 viene nominato dottore della Biblioteca Ambrosiana. A quel tempo solo due erano i membri del Collegio dei dottori, Giuseppe Antonio Sassi e Nicolò Sormani, alla morte del primo Oltrocchi diviene proprefetto dell'istituzione assumendone di fatto la guida della politica culturale dal 1751.
Nello stesso anno viene pubblicato la sua prima opera, la traduzione in latino della biografia di Carlo Borromeo scritta nel 1610 da Giovanni Pietro Giussani (De vita et rebus gestis s. Caroli Borromei) questa traduzione seguì quella già pubblicata nel 1714 da 
Bartolomeo Rossi ma si contraddistingue per ricchezza di note, trascrizioni di documenti ed episolte inediti.
Quet'opera diede il via ad una lunga polemica tramite scritti e pubblicazioni su riviste letterarie in cui il barnabita Paolo Onofrio Branda contestava l'inutilità di una traduzione in latino quando già esisteva una biografia di Carlo Borromeo in quella lingua redatta nel 1592 da Carlo Bascapè. La disputa era, in ultima istanza, riconducibile alla più ampia rivalità fra oblati e barnabiti. 
Dato è che la ricchezza di annotazioni (molte delle quali inedite) e integrazioni di Oltrocchi riconduce l'opera ad un'analisi storica e critica del Borromeo ponendo fine all'approccio agiografico che aveva fino a quel momento contraddistinto la trattazione del suo operato. 
Oltrocchi tra il 1754 e il 1770 pubblicò diverse poesie in latino nonché una traduzione in latino di un'opera di Jean Rodolfe Wertmüller dal titolo Quattuor humanae vitae aetates che incontrò critiche positive.
Nel 1755 pubblicò un tributo a Giuseppe Antonio Sassi intitolato De vita et scriptis Josephi Antonii Saxii, in tre volumi. Del 1758 è invece la Dissertazione sui primi amori di Pietro Bembo per la redazione del quale si avvalse del carteggio fra Bembo e Lucrezia Borgia conservato presso la Biblioteca Ambrosiana, qui rinvenne anche la celebre ciocca di capelli biondi di Lucrezia Borgia. 
Nel 1764 divenne istitutore di Maria Beatrice d'Este che nel 1771 sposò l'arciduca Ferdinando d'Asburgo-Este. Svolse questo incarico per sette anni e nel 1795 pubblicò, con dedica a Maria Beatrice, la sua opera principale, la Ecclesiae Mediolanensis Historia Ligustica.
Nel 1767, alla morte di Sormani, viene nominato prefetto della Biblioteca Ambrosiana proseguendo l'attività di innovazione e arricchimento che di fatto svolgeva già da anni.
La sua ultima opera, su incarico del conte Antonio Giuseppe della Torre di Rezzonico, non venne pubblicata ma rimase manoscritta, la trascrizione e lo studio dei Codici di Leonardo da Vinci presenti in Ambrosiana. A questi testi fecero riferimento autori successivi come Carlo Amoretti, Pietro Cighera e Saverio Ritter per i loro testi sulla vita e le opere di Leonardo Da Vinci. 
Con l'occupazione francese di Milano del 1796 molti dei codici di Leonardo furono asportati dall'Ambrosiana. 
Oltrocchi si ritirò a vita privata e in seguito ad un ictus che lo colpì nel settembre del 1797 morì nel novembre dello stesso anno.